# Агия Параскеви (дем Метеора)
Вижте пояснителната страница за други значения на Агия Параскеви.
Агия Параскеви или Дзурдзия (на гръцки: Αγία Παρασκευή; на арумънски: Giúrgea) е село в Република Гърция, област Тесалия, дем Метеора. Агия Параскеви има население от 69 души според преброяването от 2001 година. Селото е разположено на 35 километра от Каламбака.

## Личности
- Христодул Мустакис (р. 1951), гръцки духовник